# Джарбулов, Алихан Бримжанович
Алихан Бримжанович Джарбулов (каз. Әлихан Бірімжанұлы Жарболов; род. 18 июля 1955, с. Кургальджино, Кургальджинский р-н, Целиноградская обл., Казахская ССР) — представитель высшего командования Вооружённых сил Республики Казахстан, генерал-майор, Командующий войсками регионального командования «Юг» (2008—2012).

## Биография
Родился 18 июля 1955 года в селе Кургальджино Кургальджинского района Целиноградской области.
С 1970 по 1972 год — воспитанник Свердловского Суворовского военного училища.
В 1976 году с золотой медалью окончил Алма-Атинское высшее общевойсковое командное училище.
Офицерскую службу начинал командиром мотострелкового взвода в Группе Советских войск в Германии. В Уральском военном округе проходил службу в должности заместителя командира мотострелкового полка.
В 1989 году с отличием окончил Военную академию имени М. В. Фрунзе. По окончании академии проходил службу в Туркестанском военном округе. 
С момента создания Вооружённых сил Республики Казахстан, с мая 1992 года, служил в должности командира 78-й танковой дивизии в г. Аягоз, а затем в должности командира 1-го армейского корпуса в г. Семипалатинск. 
С 1996 по 1997 год — начальник Генерального штаба ВС РК. 
С 1997 по 2000 годы — служил в должности командира 80-й гвардейской учебной мотострелковой дивизии.
С августа 2000 по январь 2002 года — командующий войсками Южного военного округа.
С марта 2002 по ноябрь 2003 года — начальник Военного института сухопутных войск Республики Казахстан.
С ноября 2003 — представитель ВС РК по координации военного сотрудничества стран-участников СНГ, военный атташе в Турции.
С сентября 2007 по ноябрь 2008 года — начальник Военного института Сухопутных войск.
С ноября 2008 года по февраль 2012 — командующий войсками Регионального командования «Юг».

## Награды
- Орден Данк 2 степени (2010)[6]
- Орден Айбын 2 степени[3]
- Юбилейные медали «10, 20 лет независимости Казахстана»
- Юбилейная медаль «10 лет Конституции РК»
- Юбилейные медали «10, 20 лет Вооружённых сил Республики Казахстан»
- Медали «За безупречную службу» 2, 3 степени (Казахстан)
- Медаль «За боевые заслуги»
- Юбилейная медаль «60 лет Вооружённых сил СССР»
- Юбилейная медаль «70 лет Вооружённых сил СССР»
- Медали «За безупречную службу» 1, 2 и 3 степени (СССР)